# Kapitanat
Ein Kapitanat (port.: Capitania, span.: Capitanía) war eine Verwaltungseinheit in den ehemaligen spanischen und portugiesischen Kolonialreichen.

## Kapitanate in Brasilien

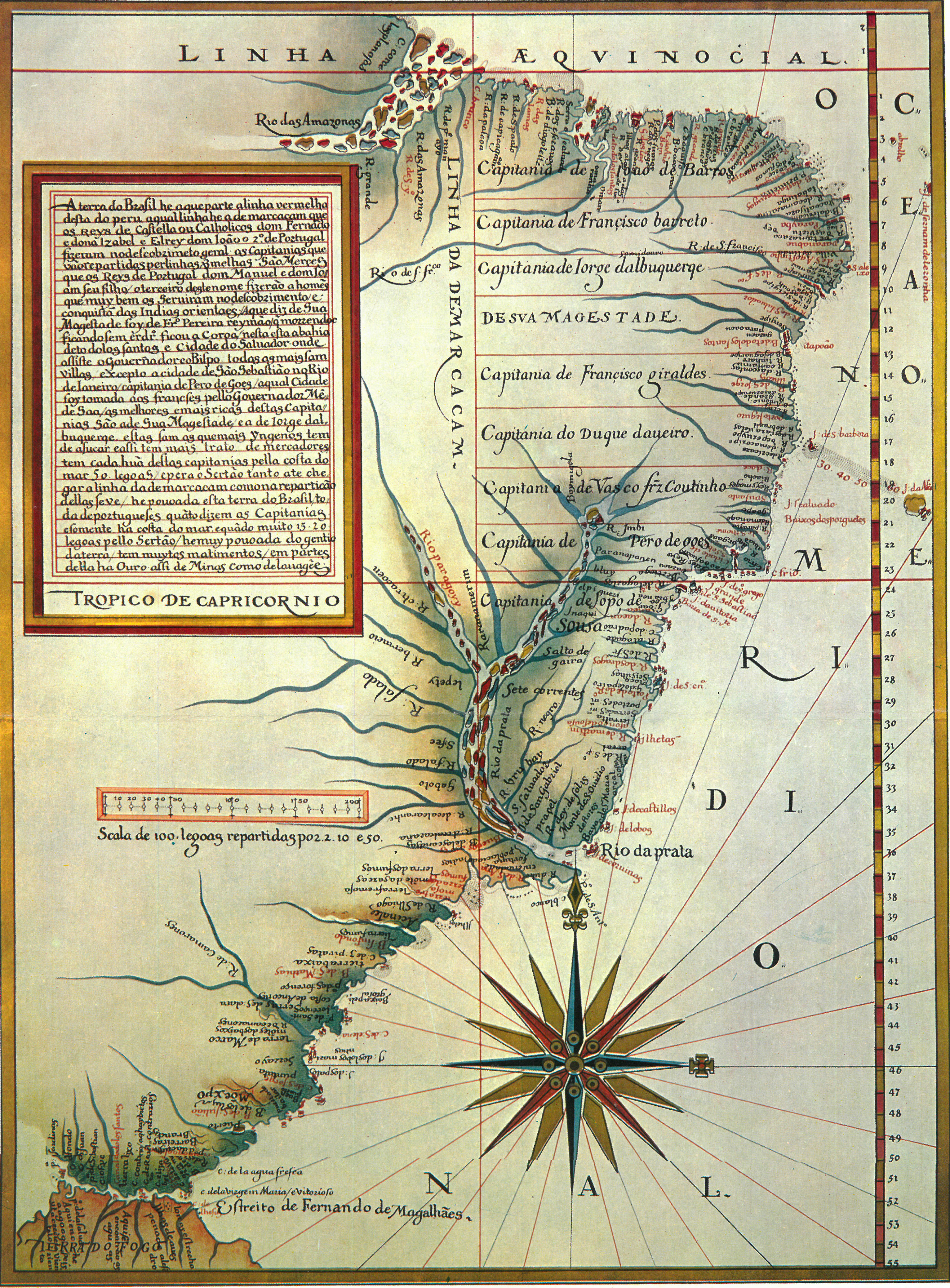
Karte des Luís Teixeira, ca. 1574.
Legende: Capitania de Ioao de Barros, Capitania de Françisco barreto, Capitania de Iorge dalbuquerqe, DE SVA MAGESTADE, Capitania de Françisco Giraldes, Capitania do Duque daveiro, Capitania de Vasco frz Coutinho, Capitania de Pero de goes, Capitania de Lopo de Sousa

Bereits vor der Entdeckung Brasiliens vergab die portugiesische Krone neu entdeckte Gebiete an Capitães, so die Azoren, Madeira und Gebiete an der Küste Afrikas. Von größerer Bedeutung waren dann aber die Kapitanate, die nach der durch Pedro Álvares Cabral im Jahre 1500 erfolgten Entdeckung dort etabliert wurden (das Land trug zunächst die Bezeichnung Terra de Santa Cruz). Das Gebiet wurde von Portugal beansprucht, da es östlich der im Vertrag von Tordesillas vereinbarten Grenzlinie zum spanischen Kolonialreich lag. Das Land wurde nun als eine Art Lehensbesitz an portugiesische Adlige, den Capitães-Mor, vergeben. Es handelte sich um insgesamt 15 solcher Kapitanate, die durch parallel zum Äquator bis zur Demarkationslinie von Tordesillas verlaufende Grenzen voneinander getrennt wurden. Die Lage und Größe der Kapitanate wurde 1534 vom portugiesischen König Johann III. festgelegt, wobei es allerdings nur 12 Capitães-Mor gab, da einigen von ihnen die Herrschaft über mehrere Kapitanate übertragen wurde. Im Einzelnen handelte es sich um folgende Gebiete bzw. Capitães-Mor:
| Kapitanat                                                                | Capitão-Mor                     |
| ------------------------------------------------------------------------ | ------------------------------- |
| (1.) Kapitanat Maranhão                                                  | Fernão Aires                    |
| (2.) Kapitanat Maranhão                                                  | João de Barros                  |
| Kapitanat Ceará                                                          | Antônio Cardoso de Barros       |
| Kapitanat Rio Grande                                                     | João de Barros / Aires da Cunha |
| Kapitanat Itamaracá                                                      | Pero Lopes de Sousa             |
| Kapitanat Pernambuco                                                     | Duarte Coelho Pereira           |
| Kapitanat Bahia                                                          | Francisco Pereira Coutinho      |
| Kapitanat Ilhéus                                                         | Jorge de Figueiredo Correia     |
| Kapitanat Porto Seguro                                                   | Pero Campos de Tourinho         |
| Kapitanat Espírito Santo                                                 | Vasco Fernandes Coutinho        |
| Kapitanat São Tomé                                                       | Pero de Góis da Silveira        |
| Kapitanat São Vicente – Erster Abschnitt zwischen Paraty und Cabo Frio   | Martim Afonso de Sousa          |
| Kapitanat von Santo Amaro – Abschnitt zwischen Bertioga und Paraty       | Pero Lopes de Sousa             |
| Kapitanat São Vicente – Zweiter Abschnitt zwischen Cananéia und Bertioga | Martim Afonso de Sousa          |
| Kapitanat Santana zwischen Cananéia und Laguna                           | Pero Lopes de Sousa             |

Insbesondere in den Jahren 1535 und 1536 planten Diogo Gouvea und Cristóvão Jaques, zwei wichtige Unterstützer der portugiesischen Monarchie, akribisch die Einführung einer lebensfähigen Regierung in Brasilien auf Basis von vererblichen Kapitanaten (portugiesisch Capitanias hereditárias) genannten kolonialen Verwaltungseinheiten.
Bis auf zwei dieser Kapitanate hatten alle keine lange Lebensdauer. Das Kapitanat Pernambuco war erfolgreich wegen des dortigen Anbaus von Zuckerrohr und wurde später in das Vizekönigreich Grão-Pará umgewandelt. Das Kapitanat São Vicente erwies sich als erfolgreich durch die Expeditionen der so genannten Paulistas in das Hinterland (diese Vorstöße wurden Bandeiras genannt), auf denen sie die wertvollen Metalle und Edelsteine Brasiliens entdeckten und „Indianer“ jagten, um sie als Sklaven zu verkaufen.

## Spanische Kapitanate
- Generalkapitanat Puerto Rico (1580)
- Neuspanien (1524), ab 1535 Vizekönigreich
- Peru (1528), ab 1542 Vizekönigreich
- Santo Domingo (1540)
- Generalkapitanat Chile, entstand 1541 nach dem Arauco-Krieg. Zunächst Teil des Vizekönigreichs Peru, wurde es 1789 ein autonomes Generalkapitanat
- Generalkapitanat Guatemala (1609)
- Generalkapitanat Yucatán (1564), einschließlich Campeche und Quintana Roo
- Spanisch-Ostindien (1565)
- Neu-Granada (1563), ab 1717 Vizekönigreich (1717).
- Generalkapitanat Kuba (1764), einschließlich des 1763 von Frankreich erworbenen Louisiana-Territoriums und Spanisch-Florida nach 1784
- Generalkapitanat Venezuela, 1777  von Neu-Granada abgespalten
- Provincias Internas, 1776 als autonomes Gebiet innerhalb Neuspaniens geschaffen